# Karl Hillermeier

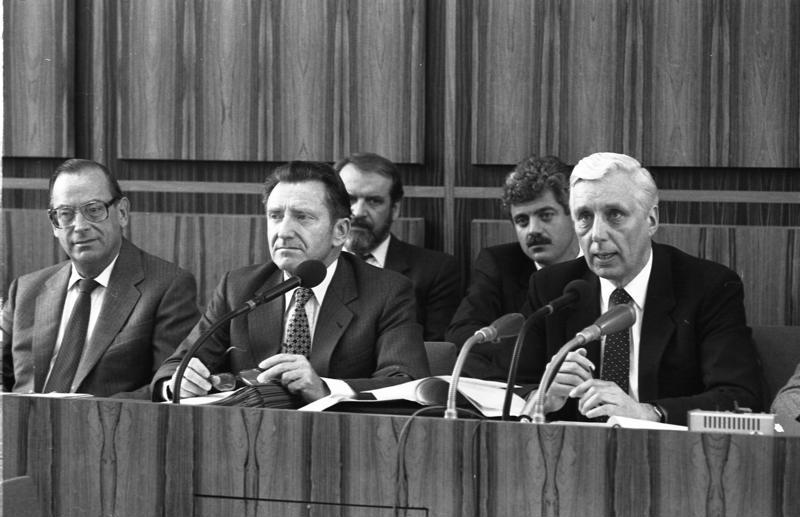
Hillermeier 1983 zwischen Friedrich Zimmermann (links) und Herbert Günther

Karl Hillermeier (* 1. Dezember 1922 in Wallmersbach; † 30. Oktober 2011 in Bad Windsheim) war ein deutscher Jurist, Verwaltungsbeamter und Politiker (CSU).

## Leben und Beruf
Nach dem Abitur 1941 am Gymnasium in Würzburg wurde Hillermeier zur Wehrmacht eingezogen und nahm bis 1945 als Soldat am Zweiten Weltkrieg teil. 1946 begann er ein Studium der Rechtswissenschaften an der Universität Erlangen, das er 1952 mit dem zweiten juristischen Staatsexamen beendete. Anschließend trat er in den bayerischen Staatsdienst ein. Er war von 1953 bis 1964 als juristischer Staatsbeamter beim Landratsamt Uffenheim tätig und wurde dort zuletzt zum Oberregierungsrat ernannt. Von 1964 bis 1966 war er als Sachgebietsleiter bei der Bezirksregierung in Mittelfranken tätig.
Hillermeier war seit 1972 Mitglied der Landessynode der Evangelisch-Lutherischen Landeskirche Bayern. Außerdem fungierte er zeitweise als Leiter der Europäischen Akademie Bayern und war als Staatsminister auch Vorsitzender der Europa-Union Deutschland im Landesverband Bayern.

## Partei
Er trat in die CSU ein, wurde in den Landesvorstand der Partei gewählt und war Vorsitzender des CSU-Bezirkes Mittelfranken.

## Abgeordneter
Hillermeier war Kreistagsmitglied des Landkreises Uffenheim und dort von 1966 bis 1972 Vorsitzender der CSU-Fraktion. Dem Bayerischen Landtag gehörte er von 1962 bis 1990 an.

## Öffentliche Ämter
Hillermeier war vom 5. Dezember 1966 bis zum 8. Dezember 1970 Staatssekretär im Staatsministerium für Arbeit und Soziale Fürsorge und anschließend bis zum 12. November 1974 Staatssekretär im Staatsministerium der Finanzen in der von Ministerpräsident Alfons Goppel geführten Regierung des Freistaates Bayern. Er wurde am 12. November 1974 zum Staatsminister der Justiz berufen und übernahm am 26. Mai 1977 zusätzlich das Amt des Stellvertretenden Ministerpräsidenten. Seit 1978 gehörte er auch der von Ministerpräsident Franz Josef Strauß geleiteten Folgeregierung an. Vom 27. Oktober 1982 bis zum 30. Oktober 1986 amtierte er als Staatsminister des Innern. Danach wechselte er an die Spitze des Staatsministeriums für Arbeit und Sozialordnung, das er bis zu seinem Ausscheiden aus der Landesregierung am 14. Juni 1988 leitete.

## Wiederaufarbeitungsanlage Wackersdorf
Als bayerischer Innenminister machte Hillermeier 1985 erstmals von dem eigens für diesen Fall geschaffenen "Selbsteintrittsrecht des Staates" (Lex Schuierer) Gebrauch, nachdem sich Schwandorfs Landrat Hans Schuierer und sein damaliger Stellvertreter Dietmar Zierer geweigert hatten, die erste Teilerrichtungs-Genehmigung für die atomare Wiederaufarbeitungsanlage Wackersdorf (WAA) zu unterzeichnen.
Im März 1986 genehmigte Hillermeier den bundesweit ersten Einsatz von CS-Gas gegen WAA-Demonstranten in Wackersdorf. Wohl wissend über die gesundheitliche Problematik von CS-Gas, warnte Hillermeier die Bevölkerung, sich nicht in der Nähe militanter Demonstrationen aufzuhalten.

## Ehrungen
- 1967: Verdienstkreuz am Bande
- 1969: Verdienstkreuz 1. Klasse
- 1974: Großes Verdienstkreuz
- 1976: Großes Verdienstkreuz mit Stern
- 1980: Bayerische Staatsmedaille für soziale Verdienste
- 1980: Großes Verdienstkreuz mit Stern und Schulterband
- 1983: Großes Silbernes Ehrenzeichen am Bande für Verdienste um die Republik Österreich[5]
- 1984: Bayerische Verfassungsmedaille in Gold
- 1988: Kommunale Verdienstmedaille in Gold
- 2000: Ehrendoktorwürde der Universität Erlangen
- Bayerischer Verdienstorden